# Kel-Tec RFB半自動步槍
Kel-Tec RFB（縮寫及簡稱為RFB，全稱：Rifle, Forward-ejection, Bullpup，意為：前拋殼型犢牛式步槍）是一系列由槍械設計師喬治·凱爾格倫所設計、美国佛罗里达州可可市槍械公司Kel-Tec數控工業公司研製及生產的犢牛式半自動戰鬥步槍，發射7.62×51毫米北約／.308 Winchester口徑步枪子彈。

## 歷史
Kel-Tec RFB在2007年的SHOT Show之中首次展出。其後，RFB又在2008年2月2日至5日期間於内华达州的拉斯维加斯舉行的SHOT Show（美國著名槍展）上由Kel-Tec數控工業公司的代表推出，並宣稱將於2008年第四季度向公眾正式出售的RFB步槍。後來，Kel-Tec數控工業公司在官方網站宣佈，457.2毫米（18英吋）槍管的卡賓槍衍生型不能夠出貨；直至2009年2月，為了在一個新的聯邦突擊武器禁制法案（英語：Federal Assault Weapons Ban，簡稱：AWB）的禁止攻擊武器條款完成制訂之前能夠生產更多的步槍，而在生產的過程當中出現變動。直到2009年3月的第一個星期，首批RFB才開始出貨並且送到槍械經銷商。

## 設計細節
Kel-Tec RFB是一枝半自動步槍，除了發射7.62×51毫米北約口徑彈藥，也能夠發射其民用版本的.308 Winchester。RFB使用FN FAL的可拆卸式彈匣，可筆直插入到彈匣插槽，而無需搖動到位。它採用了短行程活塞傳動操作系統，導氣箍前方具有氣體調節器，槍機為偏移式閉鎖原理。
RFB步槍採用了專利前拋殼式系統，利用裝在槍管上方向前延伸包住槍管上方並與槍管平行的彈殼導管，在護木上將發射過後的彈殼拋出槍外。退殼時通過一個獨特的兩側同樣裝有2個旋轉軸的抽殼鈎鉤住彈殼底緣並且把彈殼拉出來。當發射完畢而彈殼在槍機後座過程中完全從彈膛中抽出來以後，兩側的退殼勾會同時向上擺動，並且在槍機前端面的弧形面的引導下，彈殼以退殼勾為支點，底部貼著槍機前端面向上移動並使彈殼前部翹起，對準槍管上方彈殼導管。槍機復進過程中，一方面把彈匣內最上方的一發彈藥推進膛室，另一方面利用兩側的退殼勾把空彈殼推進槍管上方的彈殼導管中。直到空彈殼前部進入彈殼導管時，兩側的退殼勾向下擺動，以卡住下一發彈藥的彈殼底緣。空彈殼會留在彈殼導管內，直到將武器向下傾斜、操作拉機柄或是在容納隨後的空彈殼時才被自然推出。彈殼就是從槍管上方左側的這個導管輕輕地向下自然排出，解決了左手射擊時彈殼拋向使用者面部及氣體灼傷的問題。
另外為了避免與典型將槍械改裝為犢牛式的改裝槍一樣，以聯桿簡單地把傳統擊發機構與前置扳機聯結在一起，導致扳機扣力過大，RFB步槍採用了一個裝在阻鐵和擊錘之間的浮動式聯桿，讓阻鐵仍高於扳機。這武器是適合慣用右手的射手也適合左撇子，手動保險柄位於手槍握把上方兩側，可以用右手或左手拇指操作，類似比利时FN F2000突擊步槍的形式，但更為簡單。
RFB用4根銷子把機匣和整體式聚合物前護木、手槍握把和擊發機構組件、槍托連接在一起，槍管和導氣裝置安裝在機匣上，分解比較簡單。
RFB的槍管是不完全自由浮動式，它不是充當這武器的剛性“脊梁”，而是與所有其他的組件連接一起（直接或通過其他組件）。RFB的槍口上裝有消焰器，消焰器之上還可直接加裝消聲器。
由於RFB步槍沒有機械瞄具（照門及準星），必需利用槍管頂部的MIL-STD-1913戰術導軌上安裝後備機械瞄具、光学瞄准镜、紅點鏡／反射式瞄準鏡、全息瞄準鏡、棱鏡式瞄準鏡、夜視鏡、熱成像儀和／或其他戰術配件。槍托下方更裝有一條MIL-STD-1913戰術導軌，以便裝上後腳架、駐鋤、後握把或槍背帶環。
Kel-Tec也準備以相同的設計製作一系列口徑比較小的型號，以對應彈藥較小的中間型威力步枪子彈，包括7.62×39毫米苏联口徑、5.56×45毫米北約口徑（.223 Remington）、6.5×39毫米格倫德爾口徑和6.8×43毫米雷明登SPC口徑。5.56×45毫米北約口徑（.223 Remington）版本曾準備暫時命名為CFB（全稱：Carbine, Forward-ejection, Bullpup，意為：前拋殼型犢牛式卡賓槍），而且使用標準型AR-15的彈匣（STANAG彈匣）供彈。最終在2014年，推出的是類似的、而命名為RDB和M43的5.56×45毫米北約口徑步槍。

## 衍生型
Kel-Tec已計劃製成四個版本，分別有不同的槍管長度、總長度、重量和性能。
- 卡賓槍型裝有457.2毫米（18英吋）槍管。
- 運動員型則是延長的609.6毫米（24英吋）槍管
- 靶子型則是更長、更沉重的812.8毫米（32英吋）槍管或660.4毫米（26英吋）不鏽鋼槍管。
- RFB-C具有470毫米（18.5英寸）槍管，以符合加拿大對非限制性步槍的要求，專門用於出口到加拿大。[12]

靶子型還設有5段式可調節型扳機，扳機扣力可在8.89—26.7牛頓（2—6磅力）之間調節。截至2013年，四款型號都已經公開推出出售。

## 使用國
- 美国
  - 部份地方警察局

## 流行文化

### 電子遊戲
- 2008年—《AVA Online》：型號為卡賓槍型，命名為「Kel-Tec RFB」。
- 2009年—《殺戮空間》：2012年7月5日「夏季雜耍」推出，以Kel-Tec RFB為藍本，命名為「M7A3」，以15發彈匣供彈，配備了綠色分劃反射式瞄準鏡（連彈藥及生命值計數器）、前握把和藥物飛鏢發射器，奇怪地發射5.72毫米無殼彈。
- 2013年—：型號為卡賓槍型，命名為「SDAR 5.56mm」，載彈量30發，奇怪地被改為水下槍械。
- 2013年—：型號為32英吋槍管靶子型，命名為「RFB」，發射7.62×51毫米子彈，載彈量20+1發，最高攜彈量為84發（單人模式）。單人模式之中於完成「上海突圍」（Shanghai）戰役後解鎖並且可由美国海军陆战队精英小隊「墓碑」隊長丹尼爾·雷克（Daniel Recker）所使用；聯機模式時為所有兵種的解鎖預設武器包武器之一，於達到32,000點偵察兵（Recon Class）得分時才能解鎖，被歸類為精確射手步槍，並可以使用ACOG（放大4倍）、斜視金屬瞄準器、直角握把、重型槍管、反射式、雷射瞄準器、舒適握把、消音器、全像、放大鏡（放大2倍）、寛型握把、防火帽、M145（放大3.4倍）、手電筒、腳架、制動器以及七件戰鬥包附件（FLIR（紅外線放大2倍）、稜鏡（放大3.4倍）、JGM-4（放大4倍）、土狼、消光器、折疊握把、馬鈴薯握把、直立握把、綠點雷射瞄準器、紅外線夜視鏡（紅外線放大1倍）、眼鏡蛇、LS06消音器、PBS-4消音器、雷射／燈光組合、PKA-S、PK-A（放大3.4倍）、PSO-1（放大4倍）、R2消音器、戰術燈、三光束雷射、HD-33全息瞄準鏡當中之七）。
- 2017年—：型號為卡賓槍型，命名為“KT-R”，奇怪地設定為全自動射擊，使用15發彈匣供彈。
- 2017年—《少女前線》：被歸類為“突擊步槍”，命名為“RFB”。
- 2017年—
- 2018年—《Entry Point》：被歸類為“步槍”，命名為“CBR-C”。
- 2021年—《蔚藍檔案》：被歸類為“突擊步槍”，小鉤晴的固有武器「Auto Aimer」原型。

## 資料來源
1. 1 2 3 4 5 6  . Modern Firearms.   [2008-10-29]. （原始内容存档于2008-11-13）.
2. ↑  .   [2013-10-03]. （原始内容存档于2013-10-04）.
3. ↑  .   [2008-10-29]. （原始内容存档于2008-10-14）.
4. 1 2  . Special Weapons for Military & Police.   [2008-10-29]. （原始内容存档于2013-03-07）.
5. 1 2  Jeff Quinn. . Gun Blast.   [2010-01-16]. （原始内容存档于2021-01-25）.
6. ↑  Richard. . December 19, 2008  [2012-08-02]. （原始内容存档于2011-10-03）.
7. ↑  . AR15.com.   [2009-03-10]. （原始内容存档于2009-04-27）.
8. ↑  Bullpup Rifles, p. 34.
9. 1 2   (PDF). Kel-Tec.   [2008-10-29]. （原始内容 (PDF)存档于2008-07-04）.
10. ↑  . Tactical Life.   [2010-01-17]. （原始内容存档于2013-01-14）.
11. ↑  . Strike Tactical Solutions.   [2008-10-29]. （原始内容存档于2009-05-14）.
12. ↑  . Kel-Tec.   [2010-01-17]. （原始内容存档于2010-01-03）.

## 外部連結
- （英文）—Kel-Tec CNC RFB
- 2007 Kel-Tec promotional information release (PDF)
- （英文）—Policemag.com—SHOT Show 2012 Video: Kel-Tec's RFB（页面存档备份，存于）
- （英文）—Gunblast.com—Kel-Tec 7.62x51mm RFB Bullpup Carbine （页面存档备份，存于）
- （英文）—Modern Firearms—Kel-tec RFB rifle （页面存档备份，存于）
- （英文）—Review and breakdown of features of the Kel-Tec RFB from American Rifleman
- （英文）—Review and analysis of the Kel-Tec RFB from EmptorMaven（页面存档备份，存于）
- （英文）—KTOG RFB Forum
- （英文）—The Firearm Blog.com—
  - Kel-Tec RFB Carbine shipping in December （页面存档备份，存于）
  - Kel-Tec RFB 7.62mm bullpup rifle （页面存档备份，存于）
  - Kel-Tec RFB now shipping （页面存档备份，存于）
  - Suppressed Kel-Tec RFB （页面存档备份，存于）
  - Kel-Tec RFB Hunter （页面存档备份，存于）
- （英文）—Tactical-Life.com—
  - KELTEC RFB-18 7.62mm （页面存档备份，存于）
  - New Kel-Tec RFB .308 （页面存档备份，存于）
  - Kel-Tec RFB COVERT .308 POWERHOUSE （页面存档备份，存于）
  - SHOT Mission Gear Spotlight （页面存档备份，存于）
  - SHOT SHOW 2012—FINAL DAY （页面存档备份，存于）
  - BULLPUP RFB .308 （页面存档备份，存于）
  - Best of the Bullpups: Top 10 Compact Rifles and Shotguns （页面存档备份，存于）
  - Top 20 Next-Gen Combat Rifles （页面存档备份，存于）
- （英文）—YouTube上的Kel Tec RFB being fired
- （英文）—YouTube上的KEL-TEC RFB Rifle
- （英文）—YouTube上的KEL-TEC RFB Rifle Cutaway Operation
- （英文）—YouTube上的RFB Firing Sideways
- （英文）—YouTube上的1 of 4, Kel-Tec RFB vs .308 Battle Rifles: "Have No Fear" by Nutnfancy
- （简体中文）—D Boy Gun World（槍炮世界）—Kel-Tec RFB步枪 （页面存档备份，存于）
- （简体中文）—轻兵器—志在创新的卡尔特克RFB无托式步枪